# Priscula llaviucu
Espèce
Priscula llaviucu est une espèce d'araignées aranéomorphes de la famille des Pholcidae.

## Distribution
Cette espèce est endémique d'Équateur. Elle se rencontre dans les provinces d'Azuay et de Cañar.

## Description
Le mâle holotype mesure 5,8 mm.

## Systématique et taxinomie
Cette espèce a été décrite par Huber en 2023.

## Étymologie
Son nom d'espèce lui a été donné en référence au lieu de sa découverte, le lac Llaviucu.

## Publication originale
- Huber, Meng, Dupérré, Astrin & Herrera, 2023 : « Andean giants: Priscula spiders from Ecuador, with notes on species group and egg-sac troglomorphism (Araneae: Pholcidae). » European Journal of Taxonomy, vol. 909, p. 1-63 (texte intégral).